# Willem Nuis
Willem Nuis (Rotterdam, 16 september 1947) was van 1 juli 2000 tot 1 oktober 2014 de burgemeester van de gemeente Tholen.
Bij zijn aantreden als burgemeester was hij lid van de Reformatorische Politieke Federatie (RPF), die thans is opgegaan in de ChristenUnie. Vóór zijn aantreden was hij gemeenteraadslid in de gemeente Ede en lid van de Provinciale Staten van Gelderland. Tevens was hij officier bij de Koninklijke Landmacht.
In november 2013 kondigde hij zijn vertrek aan. Op 1 oktober 2014 legde hij zijn ambt neer.